# Maddy tanzt auf dem Mond
Maddy tanzt auf dem Mond (Dancing on the Moon) ist ein kanadischer Kinderfilm von Kit Hood aus dem Jahr 1997.

## Handlung
Zu Beginn des Films sieht man, wie Maddy noch schläft und in ihrem Traum mit ihrem Stoffhund Rex Frisbee spielt. Als sie aufwacht, stellt sie fest, dass sie verschlafen hat und sich somit nicht mehr von ihrer älteren Schwester, die ihr Elternhaus verlässt, verabschieden kann. Maddy kann ihrer Schwester nur noch winken und gibt Rex die Schuld, weil er sie nicht geweckt hat. Am selben Tag findet in Maddys Schule ein Sportfest statt. Ihr heimlicher Verehrer Freddy Green macht ein Foto von ihr, auf dem er Maddy umarmt. Daraufhin reagiert sie sehr genervt, weil sie sich einfach noch nicht für Jungs interessiert. Auf dem Sportplatz muss sie für eine verletzte Mitschülerin bei einem Staffellauf mitmachen. Vor dem Rennen spricht sie im Beisein ihrer beiden Freundinnen Wendy und Sarah mit ihrem Stoffhund Rex. Als ihre Freundinnen dies bemerken, meinen sie, Maddy sei manchmal wie ein kleines Kind. Als Maddy während des Wettlaufs zu verlieren droht, wird Rex in ihrer kindlichen Phantasie lebendig und hilft ihr, das Rennen doch noch zu gewinnen. Maddy bricht jedoch kurz nach dem Rennen zusammen und bekommt unerwartet Hilfe von Freddy Green, der ihr Bein massiert. Entsetzt verschwindet sie mit ihren beiden Freundinnen.
Als die drei wenig später in einem Restaurant sitzen und Maddy es verlassen will, läuft Freddy ihr hinterher, weil er ihr das Foto schenken will. Maddy fährt, ohne etwas zu sagen, davon. Nach der Abschlussfeier von Maddys Schule verabschieden sich Maddy und ihre Freundinnen von ihrem Lehrer Mr. Gordon. Vor der Schule erscheint Freddy, der ihr immer noch das Foto schenken will. Diesmal nimmt sie es wortlos an. Am Abend spricht Maddy wieder mit Rex, bis plötzlich ein Taxi vorfährt und ihre Tante Ruth aussteigt. Tante Ruth bleibt zu Besuch und soll, zu Maddys Entsetzen, in ihrem Zimmer schlafen. Am nächsten Tag nimmt Maddy Klavierstunden und übersteht diese auch mit der Hilfe von Rex. Als sie nach Hause fahren will, spricht Freddy sie wieder an, um ein Date mit ihr zu bekommen. Sie ignoriert ihn und geht auf kein Gespräch ein. Einen Tag später ist sie mit ihren beiden Freundinnen am Strand. Als die drei bei Maddy zu Hause ankommen, kommt ihnen Maddys Bruder Tim entgegen. Sarah lässt anmerken, dass sie Interesse an Tim hat. Die drei Mädchen gehen in Maddys Zimmer. Dort merken Wendy und Sarah, dass Maddy das Foto von Freddy immer noch hat, und ziehen sie deswegen auf. Am nächsten Abend sind die drei Mädchen auf einer Party und Maddy bekommt Streit mit Sarah. Sarah ist immer noch der Meinung, dass Maddy sich benehme wie ein Kleinkind, nur weil Maddy in ihrer Phantasie mit Rex spielt. Kurz darauf gehen Maddy und Wendy sich etwas zu essen holen, während Sarah mit einem älteren Jungen flirtet und ihn danach küsst. Als Maddys kleiner Bruder wegläuft, will Freddy ihr helfen, ihn wieder einzufangen. Dabei stoßen beide zusammen und er küsst sie auf den Mund. Maddys größerer Bruder geht dazwischen und wird von Freddy weggestoßen, danach fangen beide an zu raufen.
Maddy bringt ihren kleinen Bruder nach Hause und spricht mit Tante Ruth über den Mond und die Liebe. Als Maddy in ihrem Zimmer mit Rex schimpft, weil er sie nicht vor Freddy beschützt hat, bemerkt sie, dass jemand ihr Bild von Freddy aus dem Papierkorb geholt hat. Einen Tag später will Freddy sich bei Maddy entschuldigen und spricht daraufhin mit Tante Ruth. Später erfährt Maddy, dass es Tante Ruth war, die das Foto zurückgelegt hat. Am Abend entschuldigt sich Tante Ruth bei Maddy und erzählt ihr, dass auf dem Mond geschrieben stehe, dass man sich nicht davon abhalten lassen solle, auf dem Mond zu tanzen. Am nächsten Morgen gehen Maddy und Wendy schwimmen, obwohl ein heftiges Gewitter aufkommt. Maddy springt ins Wasser und wird direkt von der Strömung mitgerissen. Sie kann gerettet werden, aber von ihrem Vater erfährt sie, dass Freddy nicht so viel Glück hatte und im Wasser ertrunken ist. Spätestens jetzt merkt Maddy, dass Rex ihr in wirklich gefährlichen Situationen nicht helfen kann, weil er nur in ihrer kindlichen Phantasie lebendig wird. Sie akzeptiert nun, dass sie nie wieder mit Rex sprechen kann und dass sie erwachsen werden muss.
Maddy wird von ihrer Familie getröstet und geht auf Freddys Beerdigung. Während der Priester seine Predigt hält, erinnert sich Maddy an den Traum, wo sie mit Rex Frisbee spielt. Anstatt Rex springt nun Freddy aus dem Wasser und fängt die Wurfscheibe. Maddy geht zum Sarg und verabschiedet sich von Freddy, indem sie ihm das Foto in den Sarg legt. Zu Hause soll Maddy zu ihrer Großmutter gehen und mit ihr reden. Während beide ein Brettspiel spielen, bekommt Maddy von ihrer Großmutter ein Tagebuch geschenkt. Es ist dasselbe Tagebuch, das Maddys Großmutter schon von ihrer Großmutter geschenkt bekam. Wenig später sitzen Maddy und Wendy in einem Restaurant und beim Hinausgehen bedankt sich Maddy bei Wendy für deren Freundschaft. Zu Hause findet Maddy ein Foto ihrer Tante Ruth, auf dem diese mit ihrer Jugendliebe zu sehen ist. Zu Maddys Verwunderung stellt sich heraus, dass Tante Ruths Jugendliebe Maddys ehemaliger Lehrer Mr. Gordon ist. Als die gesamte Familie zu einer Hochzeit will, springt das Auto nicht an und sie nehmen den alten Traktor, der von Maddys Eltern repariert worden ist. Auf der Hochzeitsfeier befindet sich auch Sarah, die jedoch kein Wort mit Maddy spricht. Als Maddy kurz allein ist verabschiedet sie sich von Rex mit der Bitte, auf ihren kleinen Bruder Jamie aufzupassen. Danach schenkt sie ihrem Bruder ihren geliebten Stoffhund. Später tanzt Maddy mit einem Jungen und flirtet sogar mit ihm, während Sarah mit Maddys Bruder tanzt. Der kleine Jamie ist inzwischen während der lange andauernden Hochzeitsfeier eingeschlafen und träumt davon, wie er mit Rex Frisbee spielt, genauso wie einst seine Schwester Maddy.

## Produktion
Der Film ist eine Co-Produktion von Krátký Film Praha und Les Productions La Fête Inc. Die Spezialeffekte entstanden durch die beiden Firmen Intrigue und Luminefix Inc. Der Filmvertrieb in Deutschland wird seit dem Jahr 2012 durch die Firma Koch Media durchgeführt. Für den internationalen Vertrieb ist Distribution La Fête verantwortlich.

## Trivia
In diesem Film hatte die damals noch unbekannte Elisha Cuthbert ihren ersten Filmauftritt mit einer Nebenrolle.

## Veröffentlichung
Im September 1997 wurde Maddy tanzt auf dem Mond bei dem Namur International Festival of French-Speaking Film in Belgien vorgestellt. Der Film erschien in Kanada am 23. Februar 1998 in den Kinos. Seit dem 1. Dezember 2001 ist der Film auf DVD erhältlich. 2008 gab es eine Neuauflage von Starmedia.